# Diccionario Botanico de los Nombres Vulgares Cubanos y Puerto-Riquenos
Diccionario Botánico de los Nombres Vulgares Cubanos y Puerto-Riquenos (abreviado Dicc. Bot. Nombres Vulg. Cub. Puerto-Riq.) es un libro con ilustraciones y descripciones botánicas que fue escrito por el botánico cubano Manuel Gómez de la Maza y Jiménez. Fue publicado en el año 1889.